# Aviation de loisirs

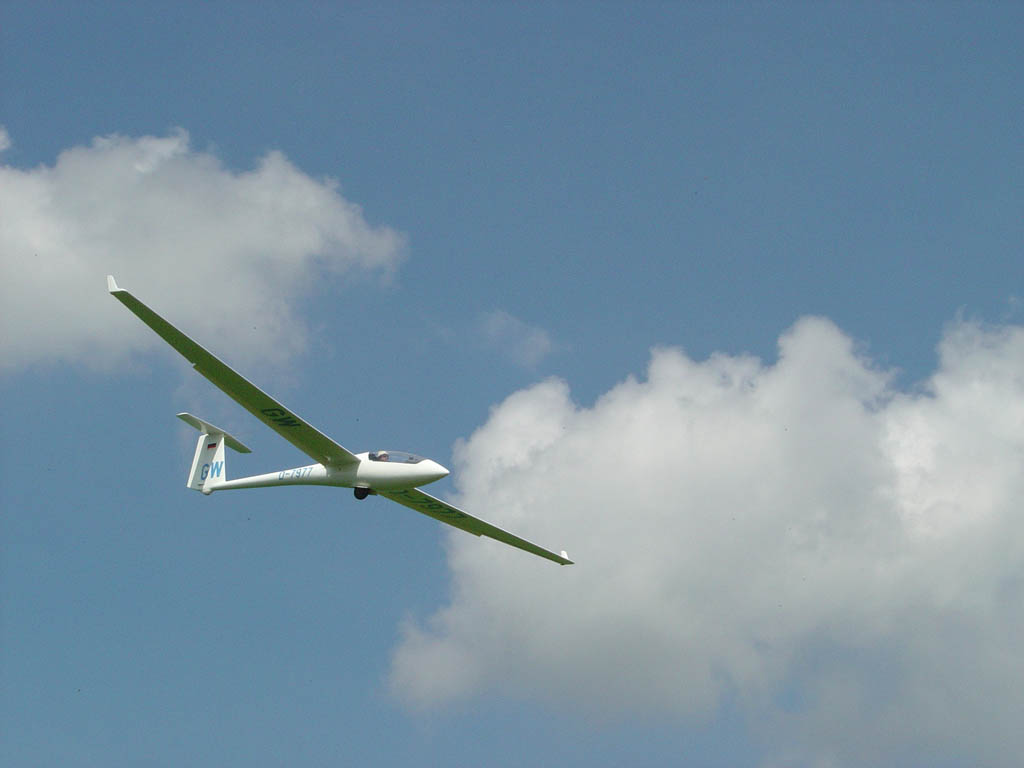
ASW 20 en phase d'atterrissage.

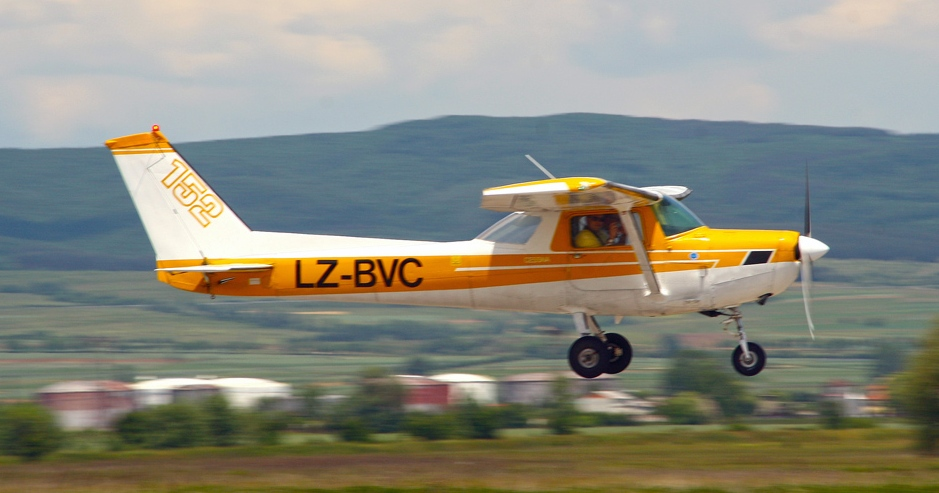
Un Cessna 152 utilisé pour la formation.

 (juin 2017).
Si vous disposez d'ouvrages ou d'articles de référence ou si vous connaissez des sites web de qualité traitant du thème abordé ici, merci de compléter l'article en donnant les références utiles à sa vérifiabilité et en les liant à la section « Notes et références ».
L'aviation de loisirs regroupe les activités aériennes utilisant un avion à l'exclusion de celles ayant un caractère commercial ou militaire. L'aviation de loisir est essentiellement pratiquée par des pilotes privées à bord d'avions légers, monomoteurs. Elle recouvre la simple promenade aérienne, la voltige, ou la participation à des compétitions ou rallyes ouvertes aux amateurs.
Cette définition s'applique aussi à l'utilisation de l'hélicoptère, nettement moins courante en raison de son coût, faute d'un terme plus adapté.
La pratique de l'aviation de loisirs requiert des connaissances en pilotage, navigation et réglementation contraignantes et coûteuses. Le développement d'autres activités telles que l'ULM, le parapente, etc. permet de simplifier, sinon de s'affranchir de ces contraintes.

## Formation
La formation de l'élève pilote est effectuée sous le contrôle d'un instructeur qualifié. Cette formation permet d'acquérir les connaissances théoriques et pratiques formant un ensemble dont tous les éléments sont liés.
Pour piloter un avion en tant que commandant de bord, il faut obtenir un brevet. Ce brevet délivré par l'État de résidence atteste que vous avez les connaissances requises pour exercer les fonctions de commandant de bord dans un avion, il vous est acquis définitivement. Cependant, pour avoir le droit d'exercer ces fonctions vous devez être titulaire de la licence de pilote privé qui se renouvelle à un rythme variable selon les pays, et est généralement conditionnée par une activité de vol au cours de l'année écoulée, et un examen medical dont la fréquence est variable selon l'âge et la réglementation locale.
Cette licence de pilote privé, le PPL (Private Pilot Licence), impose généralement d'avoir 17 ans révolus et une quarantaine d'heures de vol dont une vingtaine d'heures de vol en double commande (avec instructeur) et un minimum de 10 heures en vol solo supervisé. Elle est reconnue par l'Organisation Internationale de l'Aviation Civile (OACI) et est donc valable dans la plupart des pays. L'obtention de la licence est par ailleurs subordonnée à la réussite à un examen théorique après une visite médicale d'aptitude physique et mentale. Le coût de la formation est variable selon les aéroclubs.

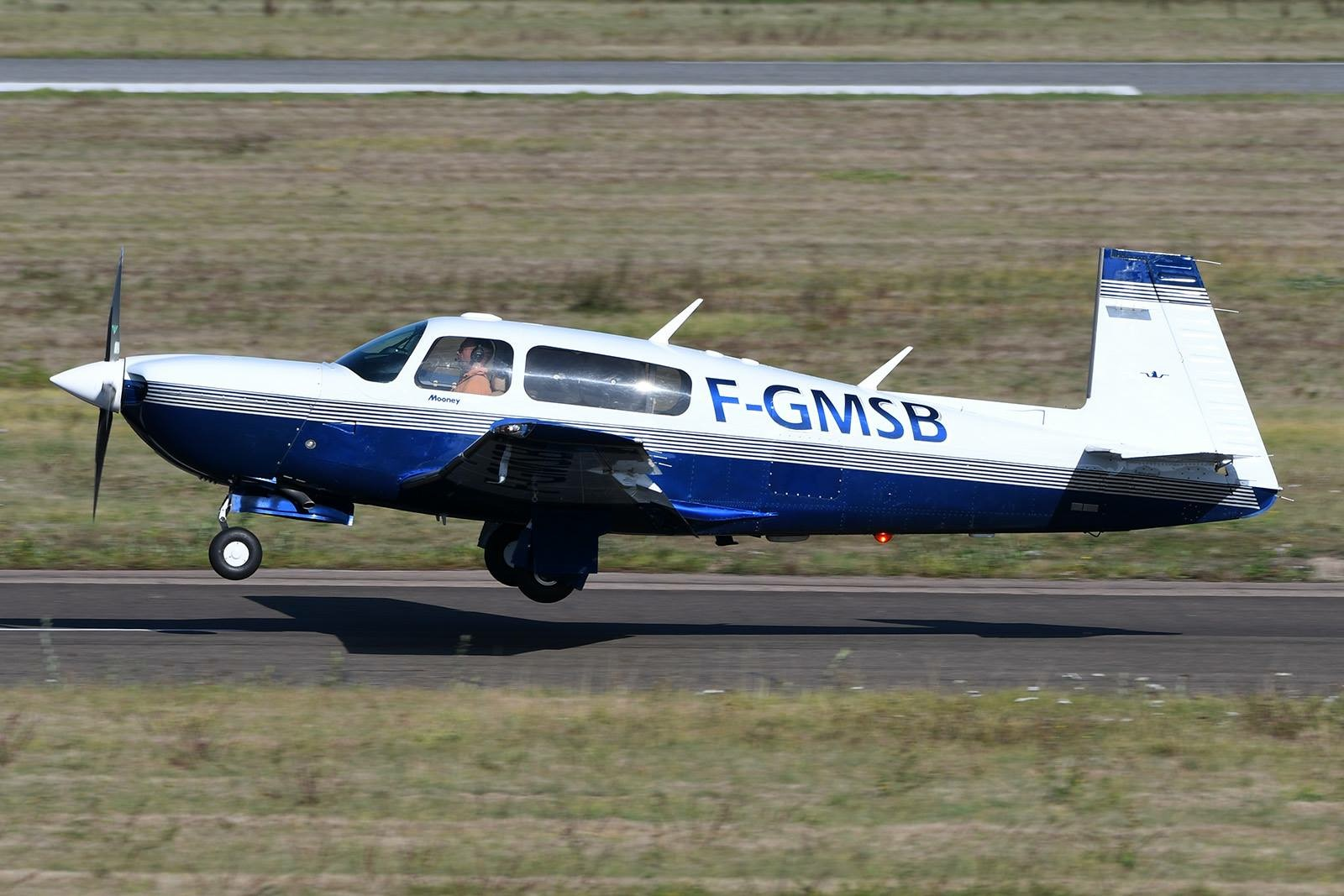
Un Mooney M20 utilisé pour les voyages.

### Coûts
Le prix total d'obtention d'une licence de pilote privé est très variable selon les capacités du candidat mais possède un caractère incompressible du fait du nombre d'heures et des examens légalement exigibles. En Europe, on considère qu'un PPL peut s'obtenir pour 5000 à 7000 euros. En Amérique du Nord il faut généralement prévoir 10 000 $.

## Au Canada
Au Canada, la formation de pilote privée validée par le PPL consiste en 45 heures de formation en vol. Ces vols sont menés en double commande ou solo sous la direction d'un instructeur de vol. Cinq heures au plus sur les 45 peuvent être conduites en simulateur.
Le candidat doit avoir réussi un cours théorique au sol de 40 heures (réglementation, aérodynamique, météorologie, cellules et moteurs, instruments de vol, radio-navigation, opérations aériennes, législation, facteurs humains). Il doit également obtenir une note de 60 % sur quatre sujets obligatoires (droit aérien, navigation, météorologie, aéronautique).
Les heures de formations en vol doivent comprendre au moins 17 heures de vol en double commande. Sur ces 17 heures, trois doivent consister en un vol de cinq heures avec aide des instruments de navigation. Le candidat doit également conduire 12 heures de vol en solo, dont cinq consistent en un vol voyage d'un parcours de 150 milles marins avec deux atterrissages et un arrêt complet réalisé au point de destination, différent du point de départ.
La licence de pilote privé donne droit de vol sur l'ensemble du Canada, et sous certaines conditions dans d'autres pays, sur appareil monomoteur, avec emport de passagers selon les capacités de l'appareil. Les passagers peuvent contribuer aux frais de vols mais ne doivent rémunérer sous aucune forme le pilote privé. Un test de langue Anglaise est généralement proposé par l'école.

## En France
En France, l'enseignement de ce loisir est dispensé soit par des écoles professionnelles agréées par la Direction Générale de l'Aviation Civile (DGAC), soit par les aéroclubs (voir Fédération française aéronautique), associations loi de 1901 également contrôlées par la DGAC.
Les aéroclubs peuvent dispenser un BB (Brevet de base), la LAPL  Licence de pilote privé aéronef léger (licence EASA), la PPL licence de pilote privé (OACI).

### Brevet de base BB
En France, pour pouvoir piloter à moindre frais, on peut aussi passer le brevet de base de pilote qui revient entre 2 000 et 4 000 euros. Celui-ci nécessite d'avoir 15 ans révolus, 6 heures de vol en double-commande, 4 heures en vol seul, et 20 décollages - atterrissages en étant aux commandes. Ces valeurs sont des minimums tenant compte d'une éventuelle expérience préalable (planeur, ULM...), dans la pratique le brevet de base nécessite entre 15 et 20 heures de vol de formation pour un débutant.
Mais le brevet de base de pilote d'avion possède quelques inconvénients : on ne peut voler que dans un rayon de 30 km autour de l'aérodrome de départ, on ne peut pas transporter de passagers. Néanmoins, des « extensions » existaient comme la possibilité de prendre un passager à bord au bout de 20 heures de vol, extension de vol à un rayon de 100 km autour de l'aérodrome de départ, départ d'un autre aérodrome, etc.
Le brevet de base est appelé à disparaitre en France et ne sera plus délivré et valable à compter du 8 avril 2020.

### Licence de pilote privé aéronef légerLAPL
La licence de pilote privé aéronef léger LAPL est une licence mise en place par l'EASA pour l'Europe et est entré en application au niveau européen depuis le 8 avril 2012  au côté de la PPL. Cette licence est destinée au pilote de loisirs en aéroclub. Elle permet de voler en Europe, sur des avions dont la masse n'excède pas 2 tonnes et avec 3 passagers maximum.

### Licence de pilote privéPPL

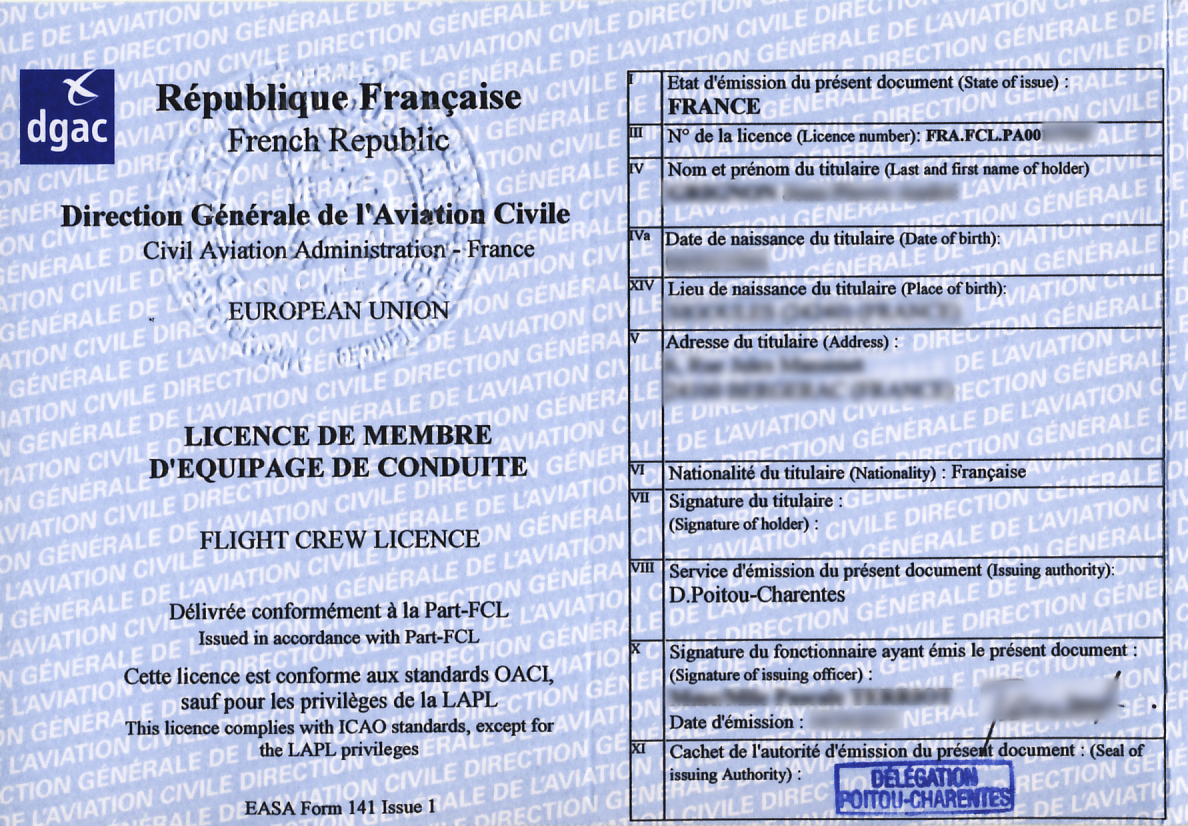
Une licence PPL (A) française (2013)

La licence de pilote privé, en anglais Private Pilot Licence abrégé PPL est une licence de pilote privé qui permet de piloter des avions à moteurs, initialement en vol à vue, dans de nombreux pays du monde selon des exigences de qualification standardisées. Elle permet d'emporter des passagers sous certaines conditions, mais n'autorise pas le transport commercial rémunéré. 